# Валмадрера
Валмадрѐра (на италиански: Valmadrera, на западноломбардски: la Val, ла Вал) е град и община в Северна Италия, провинция Леко, регион Ломбардия. Разположен е на 237 m надморска височина, на брега на езеро Лаго ди Комо. Населението на общината е 11 799 души (към 2014 г.).